# Atlas (kráter)

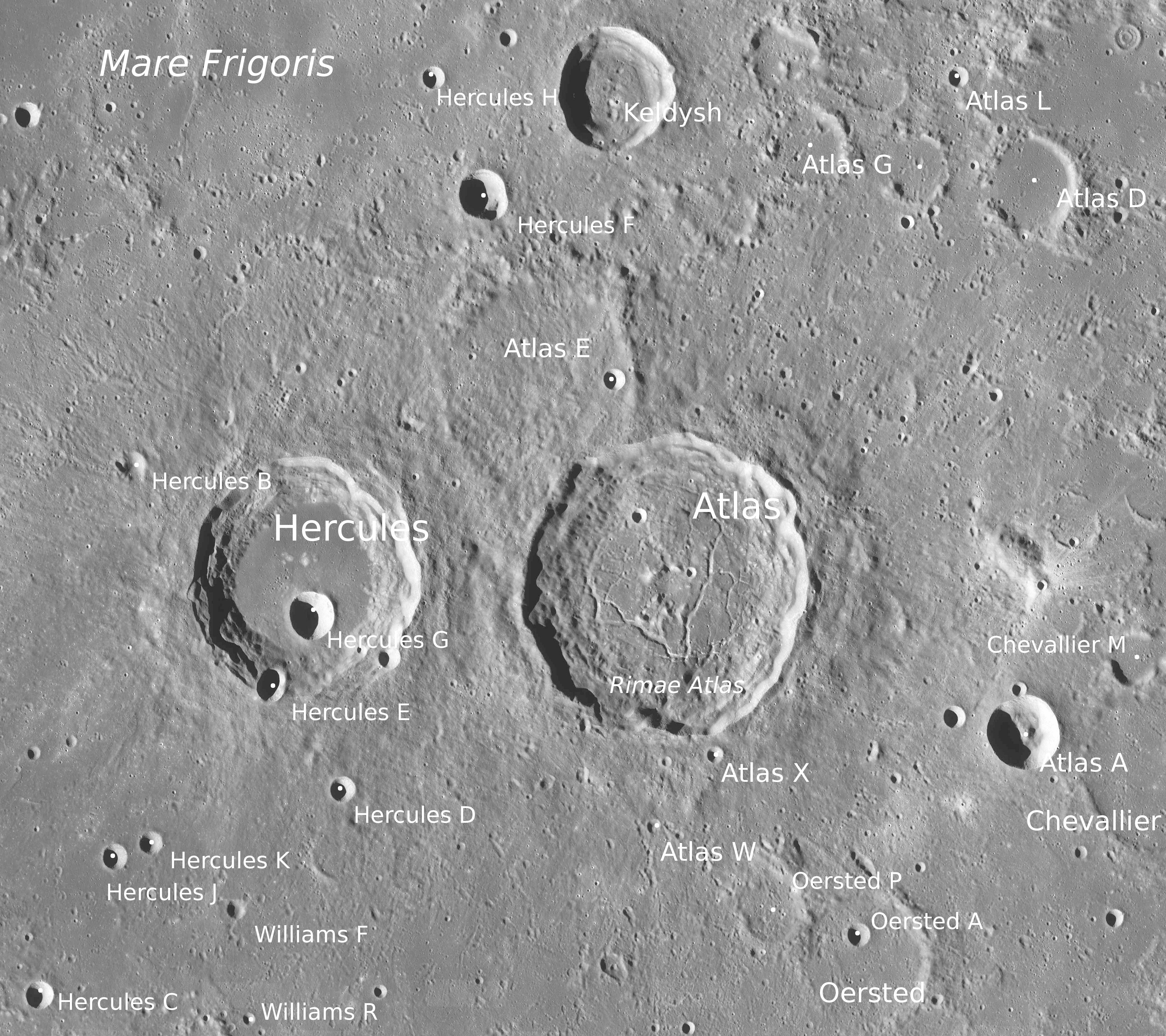
Poloha kráteru Atlas.

Atlas je výrazný impaktní kráter nacházející se západně od Lacus Temporis (Jezero času) a jihovýchodně od Mare Frigoris (Moře chladu) na přivrácené straně Měsíce. Má průměr 87 km, pojmenován je podle Titána Atláse z řecké mytologie. Okrajový val je terasovitý a tyčí se do maximální výšky 2 km. Na nerovném dně kráteru se nachází soustava brázd Rimae Atlas.
Západně leží o něco menší, přesto stále výrazný kráter Hercules, východo-jihovýchodně lávou zatopený Chevallier a jihovýchodně pak rovněž lávou zaplavený Oersted. Severně lze nalézt kráter Keldysh. Severovýchodně se nachází rozlehlý kráter Endymion s tmavým dnem.

## Satelitní krátery
V okolí se nachází několik dalších kráterů. Ty byly označeny podle zavedených zvyklostí jménem hlavního kráteru a velkým písmenem abecedy.
| Atlas | Sel. šířka | Sel. délka | Průměr |
| ----- | ---------- | ---------- | ------ |
| A     | 45.3° S    | 49.6° V    | 22 km  |
| B     | 50.4° S    | 49.6° V    | 25 km  |
| C     | 48.6° S    | 42.5° V    | 58 km  |
| D     | 50.7° S    | 46.5° V    | 23 km  |
| E     | 51.3° S    | 48.6° V    | 6 km   |
| F     | 49.6° S    | 52.7° V    | 27 km  |
| G     | 44.4° S    | 44.2° V    | 4 km   |
| H     | 45.1° S    | 45.0° V    | 5 km   |